# Athiganahalli, Sidlaghatta
Athiganahalli là một làng thuộc tehsil Sidlaghatta, huyện Kolar, bang Karnataka, Ấn Độ.